# Patrick Bebelaar

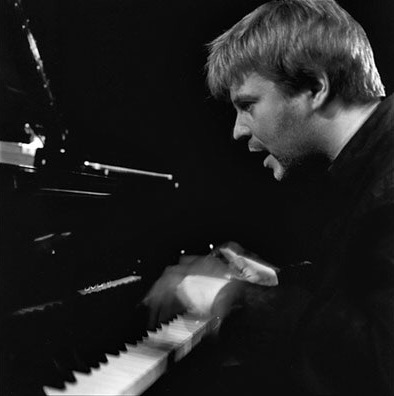
Patrick Bebelaar (2004)

Patrick Josef Bebelaar (* 6. März 1971 in Trier) ist ein deutscher Musiker und Komponist. Er hat sich als „origineller Pianist zwischen Jazz und Klassik profiliert.“

## Leben und Wirken
Bebelaar erhielt Klavierunterricht bei Georg Ruby und Richie Beirach und studierte nach dem Abitur ab 1993 an der Hochschule für Musik und Darstellende Kunst Stuttgart bei Paul Schwarz. Ebenso wie Frank Kroll und Bernd Settelmayer ist er Mitglied der Gruppe Limes X. Seit vielen Jahren arbeitete er mit Musikern wie Michel Godard, Herbert Joos, Joe Fonda, Günter Sommer, Johannes Enders, Wolfgang Puschnig, Bodek Janke und Prakash Maharaj, Vikash Maharaj, Hakim Ludin, Fried Dähn, Ulrich Süße und auch Vincent Klink zusammen. Er absolvierte Auftritte in Europa, Südafrika, Nordamerika und Indien.
Seine Musik und Kompositionen sind vom Free Jazz und Worldjazz durchdrungen. Folkloristische Themen spielen genauso eine Rolle, wie die freie Improvisation. Sein Werk Pantheon baut auf der h-Moll-Messe von Johann Sebastian Bach auf. Er komponierte im Auftrag der Internationalen Bachakademie Stuttgart (2002/2005/2008), des Deutschen Literaturarchivs, der Stadt Esslingen am Neckar und von anderen Auftraggebern.
Seit 2000 arbeitet er ehrenamtlich in den Townships von Südafrika, wo er in verschiedenen Projekten unterrichtet und mit Jugendlichen musiziert. Darüber hinaus gibt er Unterricht an den Universitäten von Kwazulu Natal und Kapstadt. Im Rahmen der Fußballweltmeisterschaft 2010 trat Bebelaar mit Kollegen in Südafrika auf. In Deutschland unterrichtet er von 2006 bis 2012 mit einem Lehrauftrag an der Hochschule für Musik und Darstellende Kunst, Stuttgart. Seit dem Sommersemester 2013 ist Bebelaar Dozent für Jazz/Pop an der Hochschule für Kirchenmusik in Tübingen. Seit Februar 2014 hat er auch das Amt des Prorektors inne. 2018 wurde er dort zum Professor ernannt.

### Rezensionen
Die Presse beschreibt sein Spiel wie folgt:
- „...Zu frenetischen Attacken verdichtet er sein Spiel, zu komplex geschachtelten Rhythmen und scharf zugespitzten Harmonien. Das spätromantisch wuchernde Virtuosenvokabular eines Skriabin und Rachmaninow ist in Bebelaars Kunst auf dem Gipfel des entfesselten Rausches noch weitergeführt, verschärft.“[2]
- „...Avantgardistische Spieltechniken und respektvolle Weiterführung der Tradition.“[3]

## Preise, Auszeichnungen und Stipendien
Bebelaar erhielt verschiedene Stipendien der University of Natal, Durban (1995 / 96), der Kunststiftung Baden-Württemberg (1996) und der Hermann-Haake-Stiftung (1996). Im Jahr 2000 wurde Bebelaar mit dem Jazzpreis Baden-Württemberg ausgezeichnet. 2003 erhielt er für seine musikpädagogische Arbeit den „Special Award“ des Königreichs Kwazulu Natal. Die South African Association for Jazz Education zeichnete ihn 2005 für seinen „Outstanding Service to Jazz Education“ aus. 2008 war er als Artist in Residence an der University of Cape Town (2008). Die CD Three Seasons (HGBS 2014 mit Günter „Baby“ Sommer und Michel Godard) wurde von The New York City Jazz Record zum „Album des Jahres 2014“ gewählt.
Seine CD "Stupor Mundi" (dml-records 2015 mit Michel Godard, Vincent Klink, Gavino Murgia und Carlo Rizzo) wurde mit der Preis der Deutschen Schallplattenkritik (Bestenliste 1/2015, Grenzgänge) ausgezeichnet.

## Diskografische Hinweise
- Raga (dml-records, 1996, mit Frank Kroll, Prakash Maharaj, Subhash Maharaj, Vikash Maharaj)
- Never Thought It Could Happen (dml-records, 1999, mit Frank Kroll, Willi Witte, Henrik Mumm)
- Passion (dml-records, 2000, mit Herbert Joos, Bernd Settelmayer, Frank Kroll, Fried Dähn, Jo Ambros, Günter Lenz)
- You Never Lose an Island (dml-records, 2002, mit Michel Godard, Herbert Joos, Frank Kroll)
- Point of View (dml-records, 2003, mit Frank Kroll, Michel Godard, Prakash Maharaj, Subhash Maharaj, Vikash Maharaj)
- The Beauty of Darkness (dml-records, 2005, mit Herbert Joos)
- Pantheon (dml-records, 2007, mit Fried Dähn, Michel Godard, Herbert Joos, Frank Kroll, Carlo Rizzo)
- Live at the Baxter (Captown Sound, Südafrika, 2009, mit Mike Rossi, Ulrich Süße)
- Gegenwelten – Abgesang (dml-records, 2009, mit Michel Godard, Herbert Joos, Frank Kroll, Gavino Murgia)
- The Four O´Clock Session (dml-records, 2009, mit Joe Fonda, Mike Rabinowitz)
- Between Shadow and Light (Double Moon Records 2012, mit Joe Fonda und Herbert Joos)
- Book of Family Affairs (HGBS 2013, mit Günter Lenz und Herbert Joos)
- Studio Konzert (neuklang 2014, mit Pierre Favre Günter Lenz und Frank Kroll)
- Three Seasons (HGBS 2014, mit Günter „Baby“ Sommer und Michel Godard)
- Stupor Mundi (dml-records 2014, mit Michel Godard, Gavino Murgia, Carlo Rizzo und Vincent Klink)
- High Above the Clouds (Art Beat, Russland 2014, mit Vladimir Goloukov)
- Reflection In Your Eyes (neuklang 2015, mit Pierre Favre, Günter Lenz und Frank Kroll)
- Touch (dml-records 2017, mit Michel Godard, Ulrich Süße und Mike Rossi)
- Tartaros (dml-records 2019, mit Christoph Beck, Bodek Janke)
- Borgirault (dml-records 2022, mit Christoph Beck, Frank Kroll)
- How Insensitive (Jazz on Vinyl, 2024)
- Footprints (HGBS 2025, mit Jan Roder und Thomas Marek)

## Lexikalische Einträge
- Jürgen Wölfer: Jazz in Deutschland. Das Lexikon. Alle Musiker und Plattenfirmen von 1920 bis heute. Hannibal, Höfen 2008, ISBN 978-3-85445-274-4.
- Lewis Porter (Hrsg.) Encyclopedia of Jazz Musicians